# Північно-Західне повстання
Північно-Західне повстання (англ. North-West Rebellion, Saskatchewan Rebellion; фр. La Rébellion du Nord-Ouest) — повстання канадських метисів та індіанців у провінції Саскачеван (Канада) у 1885 році. Лідером повстання був канадський політик, борець за права корінних народів Луї Ріель.

## Передумови
Після придушення повстання на Ред-Рівері у 1870 році частина канадських метисів провінції Манітоба покинула рідні землі та оселилася в долині річки Саскачеван. На півночі Саскачевана утворилася спільнота метисів з центрами у Сен-Лорані та Батоші. Зникнення бізонів змусило метисів відмовитися від полювання та зайнятися землеробством та сільським господарством. Однак згодом вони зіткнулися з такими ж проблемами, як і в Манітобі. Кількість поселенців з Онтаріо, приморських провінцій Канади та Європи зростала. Уряд Канади мав на меті прокласти через Саскачеван залізничне сполучення, а землі — роздати новоприбулим колоністам.
24 березня 1884 року у Батоші відбулося зібрання метисів, яке вирішило звернутися по допомогу до канадського політика Луї Ріеля, що тоді жив у Монтані. До Ріеля була відправлена делегація на чолі з Габріелем Дюмоном, відомим мисливцем на бізонів та лідером метисів у Сен-Лорані. Ріель погодився допомогти, і 4 червня від вирушив у дорогу, а 5 липня вже був у Батоші.
Ріель швидко організував діяльність метиської спільноти. Він прагнув об'єднати англо- та франкомовних метисів, колишніх жителів Манітоби та інші індіанські племена, умови життя яких також помітно погіршилися. Наприкінці 1870-х років корінне населення канадських рівнин було змушене вести напівголодний спосіб життя. Це було пов'язано з тим, що популяція бізонів була майже повністю знищена, а канадський уряд не дотримувався угод з індіанськими племенами. До повстання приєдналися такі корінні народи, як рівнинні крі, очолювані Великим Ведмедем, частина ассінібойнів та рінинних оджибве. Чорноногі, найбільш войовничі племена канадських прерій, не підтримали повстання. Католицький священник та місіонер Альберт Лакомб домігся від їх вождів обіцянки не брати участь у повстанні.

## Хронологія

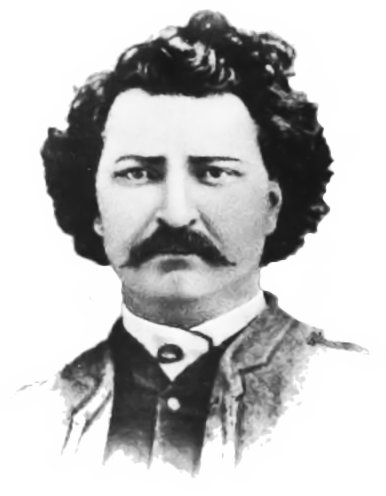
Луї Ріель, лідер канадських метисів

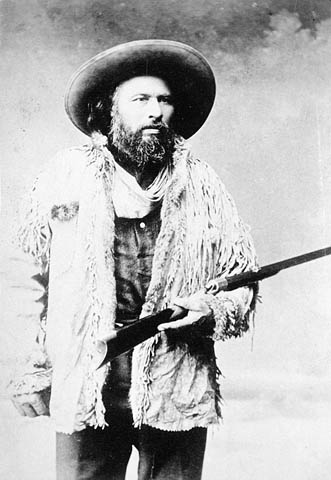
Габріель Дюмон

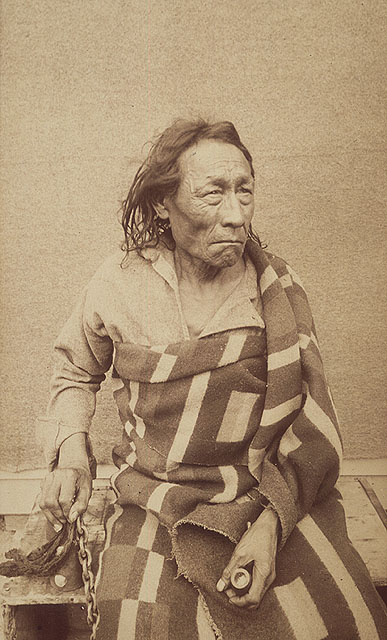
Великий Ведмідь, лідер рівнинних крі

### Битва при Дак-Лейк

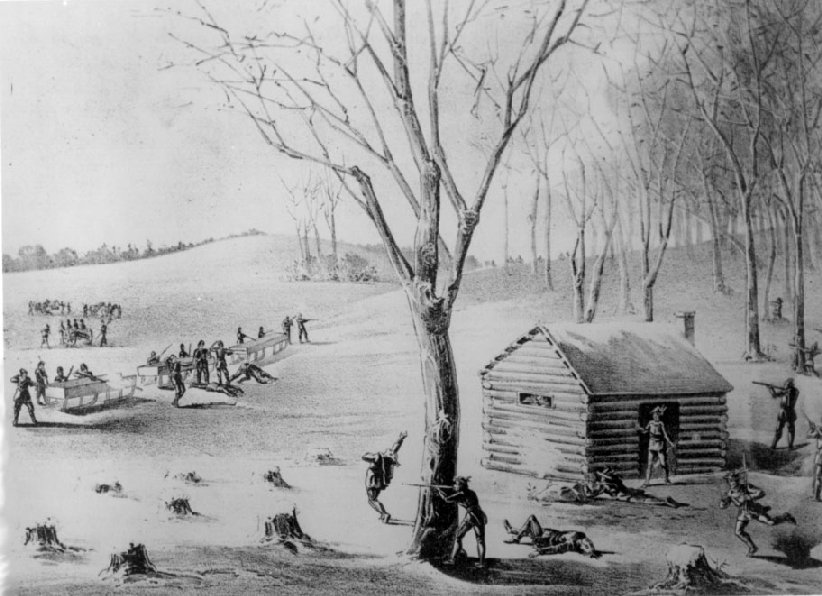
Битва при Дак-Лейк

26 березня 1885 року близько 150 метисів та індіанців під проводом Габріеля Дюмона зустрілись із загоном кінної поліції. Поліцейськими керував Лейф Ньюрі Фітцкрой Крозьє. Між ними почався бій. В ході бою поліцейські зазнали розгромної поразки. У відповідь на це уряд Канади відправив близько 3000 солдатів під керівництвом генерала Фредеріка Міддлтона у район повстання.

### Розграбування Балтфорда
30 березня 1885 року група рівнинних крі, що страждала від голоду, наблизилась до поселення Балтфорд. Місцеві жителі, дізнавшись про прихід індіанців, втекти з поселення. Крі пограбували місто, забравши продукти з усіх покинутих будівель. При цьому був убитий індіанський агент Рей.

### Різанина при Фрог-Лейк
2 квітня 1885 року група рівнинних крі на чолі з Блукаючим Духом здійснила напад на поселення неподалік Фрог-Лейк.
Після перемоги повстанців в битві при Дак-Лейк, рівнинні крі, які страждали від голоду і були обурені тим, що уряд не стримав своїх обіцянок, вирішили приєднатися до повстання. Нападники зібрали всіх білошкірих жителів поселення в місцевій церкві. В результаті спалахнув конфлікт: крі вбили індіанського агента Томаса Куїнна, а також ще 9 осіб, троє білошкірих були взяті в полон.

### Напад на форт Пітт
15 квітня 1885 року близько 200 воїнів крі атакували форт Пітт. Індіанці перехопили розвідувальну групу поліцейських, вбили констебля та поранили інших. Троє осіб були взяті в полон.
Поліцейські, оточені індіанцями, на чолі яких стояв Френсіс Діккенс, син знаменитого письменника Чарльза Діккенса, капітулювали. Великий Ведмідь, вождь рівнинних крі, відпустив полонених поліцейських, а форт Пітт наказав спалити. Через шість днів Френсіс Діккенс та його піддані дісталися Балтфорда.

### Битва на Фіш-Крік

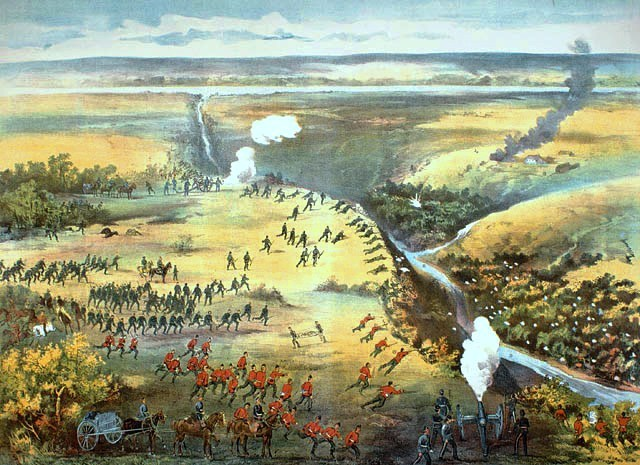
Битва на Фіш-Крік

24 квітня 1885 року 200 метисів під керівництвом Габріеля Дюмона поблизу Фіш-Крік завдали поразки загону з 900 британських солдат (що в 4,5 разів більше, ніж кількість метисів). Загін на чолі з Фредеріком Міддлтоном був змушений відступити.

### Битва при Кат-Найфі

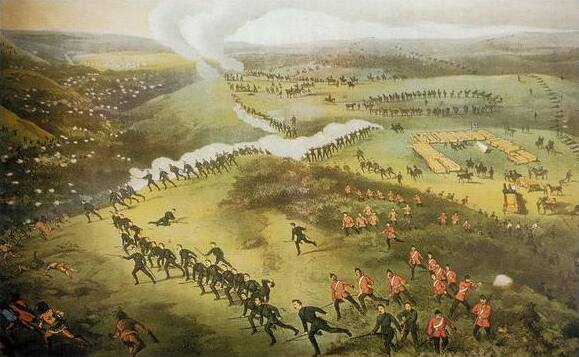
Битва при Кат-Найфі

2 травня 1885 року рівнинні крі та ассінібойни на чолі з вождем крі Прекрасним Днем завдали поразки британським солдатам в битві при Кат-Найфі неподалік Батлфілда.
Полковник Вільям Ділан Оттер атакував індіанський табір вождя Паундмейкера. Воїнів крі було в сім разів менше, ніж британських солдат, проте вони успішно відбили атаку.

### Битва при Батоші

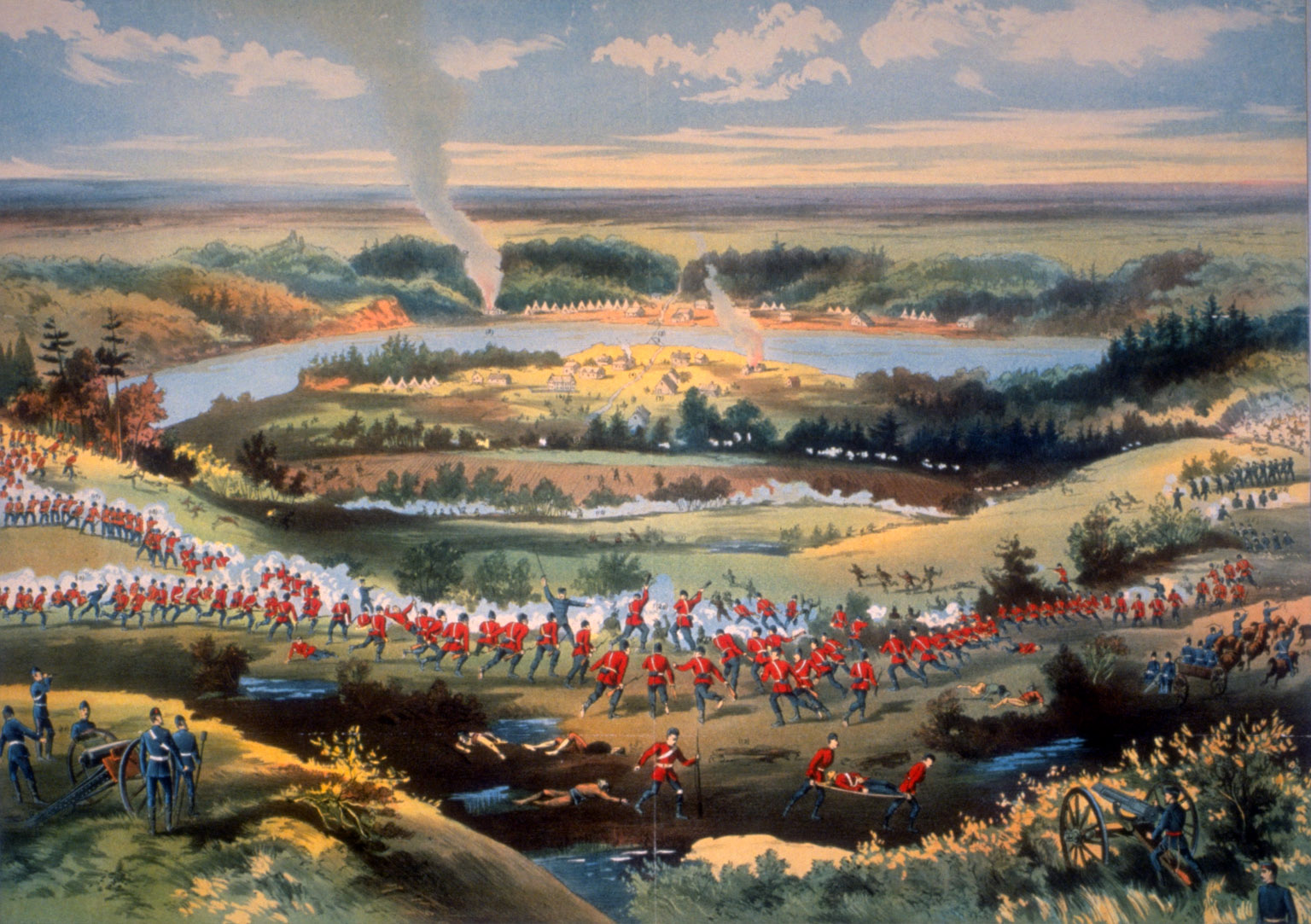
Битва при Батоші

9 травня 1885 року військо генерала Міддлтона почало штурм Батоша, головного центра повстанців. Британці мали в своїх знаряддях кулемет Гатлінга та пароплав.
У перші три дні бою метиси не втратили жодного воїна. На четвертий день штурму, коли у повстанців закінчилися боєприпаси, Міддлтон захопив Батош. Багато лідерів повстання змогли врятуватись втечею у США. Проте Луї Ріель здався канадській владі 15 травня того ж року. 16 листопада 1885 року він був страчений повішенням.

### Битва при Френчмен-Б'ютт
28 травня 1885 року генерал Томас Блендс Стрендж на чолі 400 солдатів атакував табір вождя рівнинних крі Великого Ведмедя. Індіанці відбили атаку ворога, що перевершував їхні сили.

### Битва при Лун-Лейк
3 червня 1885 року невеликий загін кінної поліції під командуванням майора Сема Стіла наздогнав групу індіанців крі Великого Ведмедя. Після здобутої перемоги в битві при Френчмен-Б'ютт індіанці прямували на північ. В результаті нетривалого бою крі звільнили бранців і були змушені тікати, так як у них не залишилося боєприпасів.
Великий Ведмідь здався канадській владі 2 липня 1885 року.

## Наслідки

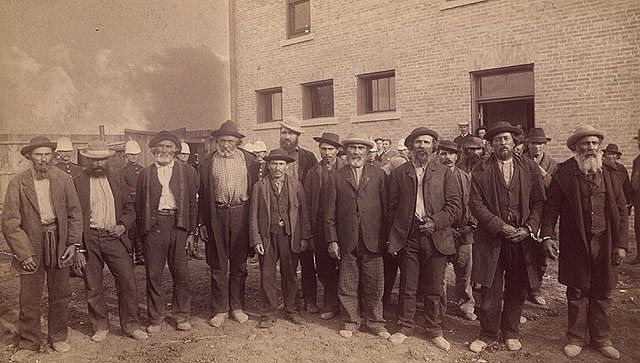
Канадські метиси-в'язні, що брали участь у повстанні. Серпень 1885

Лідер канадських метисів Луї Ріель добровільно здався канадській владі у битві при Батоші. Після капітуляції метисів більшість індіанців, що брали участь у повстанні, здалися протягом кількох тижнів. Уряд Канади забезпечив індіанців продуктами та таким чином заспокоїв повстанців. Вожді рівнинних крі Великий Ведмідь та Паундмейкер були засуджені до тюремного ув'язнення.
Судовий процес над Луї Ріелем тривав усього п'ять днів. Присяжні визнали його винним, проте винесли рекомендацію пом'якшити покарання. Та суддя Х'ю Річардсон проігнорував рекомендацію та засудив лідера повстанців до смертної кари через повішення. 16 листопада 1885 року смертний вирок був виконаний. Разом з Ріелем були страчені ще шестеро повстанців, зокрема вождь рівнинних крі Блукаючий Дух. Дюмон та деякі інші лідери повстанців змогли врятуватися.
Будівництво Канадської тихоокеанської залізниці продовжилось та було успішно завершено.